# حسن‌آباد (پاریز)
حسن‌آباد یا حسن‌آباد۱ روستایی در دهستان پاریز بخش پاریز شهرستان سیرجان استان کرمان ایران است.

## جمعیت
بر پایه سرشماری عمومی نفوس و مسکن در سال ۱۳۹۵ این روستا بدون جمعیت بوده‌است.